# Memorial a Cavalo Louco
O Crazy Horse Memorial ou Memorial a Cavalo Louco é um monumento em construção esculpido na região de Black Hills, no Condado de Custer, Dakota do Sul, Estados Unidos. Ele vai retratar o guerreiro ameríndio sioux Cavalo Louco andando a cavalo e apontando para a distância. O monumento foi encomendado por Henry Standing Bear, um ancião da tribo Lakota, para que fosse esculpido por Korczak Ziolkowski. Ele é operado pela Crazy Horse Memorial Foundation, uma organização sem fins lucrativos.
Os planos do monumento incluem não somente a montanha esculpida, mas também uma Universidade Indígena Norte-Americana, um Museu do Índio da América do Norte e um Centro Cultural Nativo-Americano. O monumento está sendo esculpido na Montanha de Thunderhead, em território considerado sagrado por alguns Oglala Lakota, entre Custer e a Colina da Cidade, cerca de 17 milhas (27 km) a partir do Mount Rushmore. As dimensões finais da escultura são planejadas em 195 m (641 pés) de comprimento e 172 m (563 pés) de altura. Somente a cabeça do Cavalo Louco terá 27 m (87 pés). Por comparação, a cabeça dos quatro presidentes dos Estados Unidos no Mount Rushmore têm 18 m (60 pés) cada, e o Cristo Redentor tem 30 m (98 pés).
O monumento está em andamento desde 1948 e está longe da conclusão. Se concluído, pode tornar-se a maior escultura do mundo, bem como a primeira estátua não religiosa a alcançar este registro desde 1967 (quando foi conquistado pelos soviéticos com o monumento Mãe Pátria).